# ジェーン・ホロックス
ジェーン・ホロックス（Jane Horrocks、本名：Barbara Jane Horrocks、1964年1月18日 - ）は、イギリス・ランカシャー州出身の女優。

## プロフィール
王立演劇学校で学んだ後、ロイヤル・シェイクスピア・カンパニーに参加した。
特徴のある声と豊かな声量を持ち、更にジュディ・ガーランド、シャーリー・バッシー、エセル・マーマンなどの声を真似ることが出来るため、1992年に彼女のために舞台"The Rise and Fall of Little Voice"が書き下ろされた。その後、この作品は映画化され『リトル・ヴォイス』の題名で日本でも公開された。
映画出演はそれほど多くないが、イギリスでは舞台・テレビ、また声優として幅広く活躍している。

## 主な出演作品
- ジム・ヘンソンのストーリーテラー Jim Henson's The Storyteller (1985年)
- ウィロビー・チェイスのおおかみ The Wolves of Willoughby Chase（1989年）
- ジム・ヘンソンのウィッチズ/大魔女をやっつけろ! The Witches (1990年)
- ライフ・イズ・スイート Life Is Sweet (1990年)
- メンフィス・ベル Memphis Belle (1990年)
- 宇宙船レッド・ドワーフ号 Red Dwarf（1992年　TVシリーズ）
- アブソリュートリー・ファビュラス Absolutely Fabulous （1992年～、TVシリーズ）
- セカンドベスト/父を探す旅 Second Best (1994年)
- リトル・ヴォイス Little Voice (1998年)
- チキンラン Chicken Run (2000年) 声の出演
- クリスマス・キャロル Christmas Carol: The Movie (2001)　声の出演
- ティム・バートンのコープスブライド Corpse Bride (2005年) 声の出演
- ティンカー・ベル Tinker Bell (2008)　声の出演
- ザッツ・ファビュラス! Absolutely Fabulous: The Movie (2016)
- シンクロ・ダンディーズ! Swimming with Men (2018)